# Resolutie 1087 Veiligheidsraad Verenigde Naties
Resolutie 1087 van de Veiligheidsraad van de Verenigde Naties werd unaniem door de VN-Veiligheidsraad aangenomen op 11 december 1996. De resolutie verlengde de UNAVEM III-missie in Angola met tweeënhalve maand.

## Achtergrond
Nadat Angola in 1975 onafhankelijk was geworden van Portugal keerden de verschillende onafhankelijkheidsbewegingen zich tegen elkaar om de macht. Onder meer Zuid-Afrika en Cuba bemoeiden zich in de burgeroorlog, tot ze zich in 1988 terugtrokken. De VN-missie UNAVEM I zag toe op het vertrek van de Cubanen. Een staakt-het-vuren volgde in 1990, en hiervoor werd de UNAVEM II-missie gestuurd. In 1991 werden akkoorden gesloten om democratische verkiezingen te houden die eveneens door UNAVEM II zouden worden waargenomen.

## Inhoud

### Waarnemingen
Het belang van de volledige uitvoering van het vredesakkoord voor Angola werd benadrukt. Angola en UNITA werden herinnert aan hun verplichtingen onder het Lusaka-Protocol. Verder moesten de mensenrechten gerespecteerd worden.

### Handelingen
Het vredesproces ging maar traag vooruit. Het mandaat van de UNAVEM III-vredesmacht werd verlengd tot 28 februari 1997. Secretaris-Generaal Boutros Boutros-Ghali mocht al beginnen met de geleidelijke terugtrekking van de macht. De twee partijen moesten ook beginnen samenwerken aan de integratie van de geselecteerde UNITA-troepen in het eenheidsleger en de demobilisatie van de andere. Ook moesten ze voor 31 december een overeenkomst vinden over de speciale status van de voorzitter van de UNITA als voorzitter van de grootste oppositiepartij. Hem werd gevraagd naar Luanda te gaan voor de vorming van een regering van nationale eenheid en verzoening. Intussen mochten geen wapens bekomen worden, moest er ontmijnd worden en moesten voorraden mijnen vernietigd worden.
Ten slotte werd de secretaris-generaal gevraagd een opvolgende VN-aanwezigheid, met onder meer politie-, militaire- en mensenrechtenwaarnemers en een politiek component, verder voor te bereiden en hier tegen 10 februari 1997 over te rapporteren.

## Verwante resoluties
- Resolutie 1064 Veiligheidsraad Verenigde Naties
- Resolutie 1075 Veiligheidsraad Verenigde Naties
- Resolutie 1098 Veiligheidsraad Verenigde Naties (1997)
- Resolutie 1102 Veiligheidsraad Verenigde Naties (1997)

Lijst ·  1036 ·  1037 ·  1038 ·  1039 ·  1040 ·  1041 ·  1042 ·  1043 ·  1044 ·  1045 ·  1046 ·  1047 ·  1048 ·  1049 ·  1050 ·  1051 ·  1052 ·  1053 ·  1054 ·  1055 ·  1056 ·  1057 ·  1058 ·  1059 ·  1060 ·  1061 ·  1062 ·  1063 ·  1064 ·  1065 ·  1066 ·  1067 ·  1068 ·  1069 ·  1070 ·  1071 ·  1072 ·  1073 ·  1074 ·  1075 ·  1076 ·  1077 ·  1078 ·  1079 ·  1080 ·  1081 ·  1082 ·  1083 ·  1084 ·  1085 ·  1086 ·  1087 ·  1088 ·  1089 ·  1090 ·  1091 ·  1092